# ジョージ・ウェルズ (プロレスラー)
ジョージ・ウェルズ（George Wells、1947年10月30日 - ）は、アメリカ合衆国の元プロレスラー。カリフォルニア州オークランド出身のアフリカ系アメリカ人。マスター・G（Master G）の別名でも知られる。
カナディアン・フットボール・リーグから転じたアスリート系のベビーフェイスとして活躍した後、1980年代中盤よりWWFでジョバーを務め、キャリア末期には黒人でありながら髪を金髪に染めてヒールを演じた。

## 来歴
ハイスクールからカレッジを通してアメリカンフットボールで活動し、1971年のNFLドラフトでは5巡の全体122位でサンフランシスコ・フォーティナイナーズに指名されたが、NFLに出場することはなく、同年にCFLのトロント・アルゴノーツにディフェンシブ・エンドとして入団。以降、1972年から1973年までハミルトン・タイガーキャッツ、1974年から1978年にかけてサスカチュワン・ラフライダーズに所属。オールスターに4回選出され、グレイ・カップには3回出場した。
1974年より、CFLのオフシーズンを利用してプロレスのリングにも上がるようになり、ベビーフェイスのポジションでNWAの太平洋岸テリトリーに出場。1976年1月12日にはバンクーバーにて日系アメリカ人のディーン・ホーと組み、NWAカナディアン・タッグ王座を獲得。バンクーバーではジン・キニスキー、ビッグ・ジョン・クイン、キンジ渋谷、ブル・ラモス、ジェシー・ベンチュラなどと対戦し、ドン・レオ・ジョナサンともタッグを組んだ。1978年はスチュ・ハートが主宰していたカルガリーのスタンピード・レスリングにて、当時国際プロレスに在籍していた稲妻二郎ことジェリー・モローと黒人タッグを結成、2月17日にミスター・ヒト&ミシェル・マーテルからインターナショナル・タッグ王座を奪取している。
1979年よりフットボールを引退してプロレスに専念し、オレゴン地区でのロディ・パイパーとの抗争を経て、同年下期から地元カリフォルニアのサンフランシスコ地区に参戦。12月29日にボブ・スウィータンを下してUSヘビー級王座を獲得する。以後、翌1980年6月7日にエド・ウィスコスキーに敗れるまで、サンフランシスコ地区のフラッグシップ・タイトルだった同王座を保持した。当時の活躍は日本でも紹介され、リッキー・スティムボート、ポール・オーンドーフ、トニー・アトラス、トミー・リッチ、オースチン・アイドル、ポール・エラリング、マニー・フェルナンデスらと共に、来日が期待される「まだ見ぬ強豪」の1人に挙げられた。
その後は南部の各プロモーションを転戦。ミッドアトランティック地区では1980年12月12日、デューイ・ロバートソンと組んでブッチ・ミラー&ルーク・ウィリアムスのザ・シープハーダーズからNWAミッドアトランティック・タッグ王座を奪取した。同地区では、当時アメリカへ再修行に出ていた天龍源一郎とも再三対戦しており、翌1981年2月7日には天龍&ミスター・フジにタッグ王座を奪われている。同年下期はジョージア地区にてブルース・リードとの黒人コンビで活動、テリー・ゴディ&ジミー・スヌーカ、ジョン・スタッド&マイク・シャープなどのチームと対戦した。
1983年は中西部のセントラル・ステーツ地区およびセントルイス地区に参戦。キール・オーディトリアムでの定期戦では、4月29日に太平洋岸での旧敵ロディ・パイパーと時間切れ引き分け。7月15日に行われたNWAミズーリ・ヘビー級王座の新王者決定トーナメントにも出場し、1回戦でミッドアトランティック時代のパートナーだったデューイ・ロバートソンを破るも、準々決勝でリック・フレアーに敗退した。
以降はビル・ワット主宰のMSWAを経て、1984年8月よりWWFに進出。フットボールのユニフォームをコスチュームとしたギミックを与えられるも、全米侵攻の開始で選手層が厚くなっていたWWFではNWA時代のような活躍は果たせず、デビッド・シュルツ、ポール・オーンドーフ、アドリアン・アドニス、ドン・ムラコ、キングコング・バンディ、ハート・ファウンデーション、ランディ・サベージなどヒールのスーパースターのジョバーを務めた（レネ・グレイ、ジョニー・ロッズ、ムーンドッグ・スポットなどヒール陣営のジョバーからは勝利を収めている）。1986年4月7日のレッスルマニア2では、ニューヨークのナッソー・コロシアムにてジェイク・ロバーツに敗退、試合後にはロバーツの愛蛇ダミアンの餌食となった。
WWF離脱後、フリッツ・フォン・エリックが主宰していたテキサス州ダラスのWCCWに登場。往年のスウィート・ダディ・シキのように髪を金髪に染め、パーシー・プリングル3世をマネージャーに迎えてヒールに転向。トニー・アトラスと黒人同士の抗争を繰り広げ、マット・ボーンと組んでフォン・エリック・ファミリーやディンゴ・ウォリアーともタイトルを争った。1987年2月には、当時WCCWと提携していた新日本プロレスに参戦、遅ればせながらの初来日が実現した。その後はホームタウンであるサンフランシスコでのジム・クロケット・プロモーションズのハウス・ショーに時折出場していた。

## 得意技
- マスターロック（Masterlock）
- フライング・ショルダー・ブロック
- フライング・クロス・ボディ
- ドロップキック

## 獲得タイトル
NWAオールスター・レスリング
- NWAカナディアン・タッグ王座（バンクーバー版）：1回（w / ディーン・ホー）[4]

スタンピード・レスリング
- インターナショナル・タッグ王座（カルガリー版）：1回（w / ジェリー・モロー）[6]

NWAサンフランシスコ
- NWA USヘビー級王座（サンフランシスコ版）：1回[7]

ミッドアトランティック・チャンピオンシップ・レスリング
- NWAミッドアトランティック・タッグ王座：1回（w / デューイ・ロバートソン）[8]

セントラル・ステーツ・レスリング
- NWAセントラル・ステーツ・タッグ王座：1回（w / ロン・リッチー）[19]